# Tribu (Rome antique)
Pour les articles homonymes, voir Tribu.
Les tribus sont une institution archaïque de la Rome antique, qui remonte à la période royale. Elles furent créées pour regrouper les citoyens en fonction de leur domicile urbain ou rural, relation qui devient obsolète sous la double influence de la transmission par héritage paternel de l'appartenance à une tribu et du brassage de la population romaine. Sous la République romaine, elles atteignent le nombre de 35 tribus et elles forment les circonscriptions électorales qui s'expriment lors de la tenue des comices tributes.
Sous la République, deux systèmes de division en tribus se superposent : le premier est dit « romuléen » car les historiens antiques en attribuaient la création à Romulus ; et le second, « servien » car ils en attribuaient la création à Servius Tullius. Le système « romuléen » est ternaire et décimal ainsi que religieux : les citoyens sont répartis entre trois tribus dites « romuléennes » — Tities, Ramnes et Luceres — de dix curies chacune, chaque curie ayant son propre culte. Le système « servien » est territorial et non religieux : les citoyens sont répartis entre des tribus dites « serviennes » dont le nombre semble avoir d'abord été de quatre — correspondant aux tribus dites « urbaines » — puis a évolué jusqu'à trente-cinq par la création de trente-et-une autres tribus — correspondant aux tribus dites « rustiques ».

## Tribus romuléennes
D'après la tradition, le peuple romain était divisé en trois tribus, toujours énumérées dans cet ordre :
- Les Tities[9],[10], aussi appelés Titienses[11],[12],[13],[14] ;
- Les Ramnes[9],[13],[14], aussi appelés Rhamnenses ou Ramnenses[11],[15] ;
- Les Luceres[11],[16],[17],[10],[18], aussi appelés Lucerenses.

Ces noms sont une transcription étruscisée de noms latins, ils seraient donc antérieurs à l'arrivée des rois étrusques,.
De nombreuses théories antiques et modernes ont été émises pour expliquer ces divisions. Properce les attribuait à trois rois primitifs, Titus Tatius pour les Tities, Romulus pour les Ramnes, et un roi étrusque inconnu Lucumo pour les Luceres, ce qui place curieusement Titus Tatius avant Romulus. Florus voyait un partage entre Latins, Sabins et Étrusques, les trois composantes ethniques fusionnées dans la fondation de Rome. Des historiens modernes comme P. de Francisci ont vu une répartition territoriale entre les collines du Palatin, de l'Esquilin et du Cælius, regroupement transitoire de la formation de Rome, tandis que d'autres contestent toute structuration géographique. Georges Dumézil y voit un des indices de la tripartition fonctionnelle qu'il retrouve chez les anciens Romains.
Chaque tribu était divisée en dix curies avec à sa tête un curio, selon une division typiquement indo-européenne qu'on retrouve dans le monde italique. Le nom de huit d'entre elles nous est parvenu : Foriensis, Rapta, Veliensis, Velitia, Titia, Tifata, Faucia et Acculeia.
Chaque tribu fournissait une centurie de cavaliers et chaque curie cent fantassins, chiffres incertains car les sources anciennes anticipent probablement des situations postérieures. Les centuries équestres reçurent le nom de leur tribu, puis lorsque Servius Tullius dédoubla les centuries équestres sous leur même nom, ces centuries équestres furent donc appelées Tities, Ramnes et Luceres priores (antérieures) ou primi (premières) ; les nouvelles, Tities, Ramnes et Luceres posteriores (postérieures) ou secundi (secondes). Ces appellations survivaient encore sous la République.

## Tribus serviennes
Les tribus sont une institution fondée selon la tradition romaine par le roi Servius Tullius, avec selon Tite-Live une répartition entre quatre tribus urbaines et dix-sept tribus rurales.
Elles regroupent les citoyens en fonction de leur domicile, forment un certain nombre de circonscriptions qui permettent l'expression du peuple romain lors de la tenue des comices tributes. Les propriétaires fonciers sont inscrits dans la tribu où ils résident, les non-propriétaires, les négociants et artisans, dans une des tribus de Rome. Ces tribus se superposent à l'organisation antérieure de la population romaine en curies, qui étaient basées sur le lien gentilice, et marquent ainsi l'affaiblissement de ce lien comme mode de relations sociales et de pouvoir politique.
Avec l'extension du territoire romain, de nouvelles tribus sont créées jusqu'en 241 av. J.-C.. La création de nouvelle tribus cesse alors à la suite d'une réforme censitaire. Intervenue au plus tard en 215 av. J.-C., date de la première attestation d'une « centurie de tribu », elle relie le nombre de tribus à celui des centuries, sinon pour toutes les classes de citoyens, du moins pour ceux de la première classe : celle-ci se compose de 70 centuries de tribus, à savoir 35 de juniores et 35 de seniores, de sorte que chaque tribu fournit deux centuries, l'une de juniores et l'autre de seniores.
Par la suite, les territoires annexés sont rattachés aux tribus existantes, qui n'ont plus nécessairement une continuité géographique. De plus, comme l'appartenance à une tribu se transmet du père à ses enfants, le brassage de la population induit par la fondation de colonies ou par les guerres qui poussent les réfugiés à Rome casse le lien territorial des tribus. Les tribus perdent leur caractère homogène, et deviennent très inégales en taille et en population. L'octroi de la citoyenneté romaine à la population italienne par la Lex Plautia Papiria de 89 av. J.-C. et l'inscription massive de ces nouveaux citoyens dans les tribus rurales constitue pour le choix de ces tribus un enjeu de pouvoir entre les partisans de Marius et ceux de Sylla. Ceci contribue au morcellement de certaines tribus rurales en 4, 5 ou 6 territoires différents sur la péninsule.
L'indication de la tribu complète l'identification civile d'un citoyen romain et est nécessaire pour l'organisation des votes individuels lors des comices. Au milieu du Ier siècle av. J.-C., la lex Iulia Municipalis impose pour les opérations de recensement l'indication du prénom, du nom (gentilice), du surnom (cognomen), de la filiation (le prénom du père) et de la tribu. Celle-ci est indiquée à l'ablatif signifiant ainsi l'origine, ou le plus souvent abrégée en trois lettres. Quoique son importance électorale soit devenue caduque sous l'Empire, la mention de la tribu pour l'identité d'un individu persiste dans l'épigraphie jusqu'au milieu du IIIe siècle, puis se raréfie pour disparaître à partir d'Aurélien.

### Les tribus urbaines
D'après Varron, la ville de Rome ceinte par le mur servien (Murus Servii Tullii) comprenait :
- Le Capitole (Capitolium), composé du Capitole proprement dit et de l'Arx ;
- L'Aventin (Aventinum), composé du Grand-Aventin (Aventinus Major) et du Petit-Aventin (Aventinus Minor) ;
- Le reste de la ville (Reliqua Urbis loca), formant le pomerium (pomœrium).

Le sixième roi de Rome, Servius Tullius, aurait distribué celui-ci en quatre régions (Regiones quattuor) :
- La première (prima regio), la Suburana, comprenant le quartier de Subure, la partie de la Velia qui s'incline vers le Forum, la partie du Caelius comprise dans l'enceinte ;
- La deuxième (secunda regio), l'Esquiline (Esquilina regio), comprenant l'Esquilin, composé de l'Oppius, du Fagutal et du Cispius ;
- La troisième (tertia regio), la Colline (Collina regio), comprenant le Quirinal (Quirinalis mons), composé des monts Salutaire, Mucial et Latiraris, et du Vinimal ;
- La quatrième (quatra regio), la Palatine (Palatina regio), comprenant le Palatin, composé du Palatin proprement dit, du Germal et de la Velia.

Quatre tribus urbaines (tribus urbanae) à Rome, calquées sur ces régions, remplacent les trois tribus primitives (Ramnes, Tities, Luceres).
Le nombre des tribus urbaines reste inchangé en dépit des extensions successives du pomerium.

### Les tribus rustiques
Les tribus rurales (tribus rusticae) sont comme leur nom l'indique situées hors de la ville et représentent les propriétaires ruraux.
L'indication de la création de 26 tribus rustiques par Servius Tullius est une anticipation historique de Fabius Pictor. Si l'on tient compte des indications de création à des dates historiques de 14 tribus rustiques, et en 495 av. J.-C. de la tribu Crustumina autour de la ville de Crustumeria au nord du Latium, on ne peut attribuer à Servius Tullius qu'au plus 16 tribus rustiques. Leurs dénominations ne correspondent pas à des toponymes comme les tribus urbaines ou les tribus d'époque républicaine. Theodor Mommsen estime qu'elles portaient le nom de gentes patriciennes, et correspondaient au domaine privé de ces gentes. Si l'explication est adéquate pour 10 tribus telles que Aemilia ou Fabia, elle ne fonctionne pas pour les six restantes, Camilia, Galeria, Lemonia, Pollia, Pupinia, Voltinia, à moins de faire l'hypothèse qu'il s'agisse de gentes inconnues parce qu'éteintes au début de la République. Andreas Alföldi propose une théorie plus explicative, en remarquant que la tribu Lemonia tire son appellation du pagus Lemonius près de la porte Capène, donc d'un toponyme. Ces six tribus sont en général aux confins du pœmerium et semblent être dans un cercle d'environ 8 km de rayon. Selon Alföldi, ces six tribus reflèteraient une extension modeste de l'ager romanus antiquus, et seraient les seules datables de l'époque royale, tandis les dix autres nommées d'après des gentes patriciennes auraient été créées dans la première moitié du Ve siècle av. J.-C., période de prépondérance patricienne.
Sous la République et avec la conquête romaine de l'Italie, le nombre des tribus rustiques augmente : il est de vingt-et-un vers 495 av. J.-C. après l'élimination des Tarquins et passe à vingt-cinq en 389 av. J.-C., et enfin à trente-et-un en 241 av. J.-C., tandis que celui des tribus urbaines reste stable. Ceci augmente le pouvoir politique des propriétaires ruraux au détriment du peuple habitant à Rome.

### L'ordre des tribus
Les trente-cinq tribus étaient classées selon un ordre officiel, : l'ordo tribuum,,, (« ordre des tribus »). Celui-ci n'était ni l'ordre alphabétique ni l'ordre chronologique de création, — les deux dernières tribus créées, la Velina et la Quirina, ayant respectivement reçu les numéro 30 et 29 — mais un ordre topographique.
Pour reconstituer l'ordre des tribus, nous disposons d'une inscription, de quelques indications dans les sources littéraires et de l'ordre dans lequel des tribus apparaissent dans le lexique de Festus.
Les quatre tribus urbaines étaient les quatre premières (I à IV). La Romilia était la cinquième (V) et ainsi la première des tribus rustiques,,,. La Voltinia était la sixième (VI),. L'Arnensis était la trente-cinquième (XXXV) et dernière,,.

## Liste des trente-cinq tribus de Rome
En gras, les quatre tribus urbaines
| Abréviation | ordre | nom                   | adjectif             | date de création (av. J.-C.) |
| ----------- | ----- | --------------------- | -------------------- | ---------------------------- |
| AEM         |       | Aemilia               | —                    | —                            |
| ANI         |       | Aniensis,             | —                    | 299,                         |
| ARN         |       | Arnensis              | —                    | 387,                         |
| CAM         |       | Camilia               | —                    | —                            |
| CLA         |       | Claudia               | —                    | —                            |
| CLU         |       | Clustumina            | —                    | —                            |
| COL         |       | Collina               | —                    | —                            |
| COR         |       | Cornelia              | —                    | —                            |
| ESQ         | III   | Esquilina             | —                    | —                            |
| FAB         |       | Fabia                 | —                    | —                            |
| FAL         |       | Falerna               | —                    | 318,                         |
| GAL         |       | Galeria               | —                    | —                            |
| HOR         |       | Horatia               | —                    | —                            |
| LEM         |       | Lemonia               | —                    | —                            |
| MAEC        |       | Maecia                | —                    | 332,                         |
| MEN         |       | Menenia               | —                    | —                            |
| OVF         | XVI   | Oufentina             | —                    | 318,                         |
| PAL         |       | Palatina              | —                    | —                            |
| PAP         |       | Papiria               | —                    | —                            |
| POL         |       | Pollia                | —                    | —                            |
| POM         |       | Pomptina              | —                    | 358,                         |
| PVB ou POB  | XX    | Publilia ou Poblilia  | —                    | 387,                         |
| PVP         |       | Pupinia               | —                    | —                            |
| QVIR        | XXIX  | Quirina               | —                    | 241                          |
| ROM         | V     | Romilia               | —                    | —                            |
| SAB         |       | Sabatina              | —                    | 387,                         |
| SCAP        |       | Scaptia               | —                    | 332,                         |
| SER         |       | Sergia                | —                    | —                            |
| STE         |       | Stellatina            | —                    | 387,                         |
| SVC ou SVB  |       | Succusana ou Suburana | —                    | —                            |
| TER         |       | Teretina              | —                    | 299,                         |
| TRO         |       | Tromentina            | —                    | 389,                         |
| VEL         | XXX   | Velina                | —                    | 241                          |
| VOL         |       | Voltinia              | Voltinienses, m. pl. | —                            |
| VOT         |       | Veturia ou Voturia    | —                    | —                            |

## Catalogue individuel des Romains et tribu
Un répertoire des individus vivant durant la République et l'Empire avec mention de leur tribu d'appartenance a été établi par l'italien Giovanni Forni, à partir des données épigraphiques principalement, et publié par ses successeurs par ordre alphabétique de gentilice.

### Sources littéraires antiques
- [Cic., Planc.] Cicéron (trad. du latin), Pour Cn. Plancius [« Pro (Cn.) Plancio »] (BNF 11998845).
- [Liv.] Tite-Live (trad. du latin), Histoire romaine [« Ab Urbe condita »] [détail des éditions] (BNF 12008346).